# Rhine (Georgia)
Rhine è una città degli Stati Uniti d'America, situata in Georgia, nella Contea di Dodge.